# Fejuve
La Federación de Consejos de Barrio-El Alto (acrónimo: Fejuve) es una federación de encima 600 consejos de barrio que proporcionan servicios públicos, construcción y trabajos a ciudadanos de El Alto, Bolivia.

## Historia
El primer consejo se creó en 1957 y se basaba en las prácticas tradicionales de la gente aimaras y la necesidad de responder a pobreza extendida, corrupción y violencia por todas partes de Bolivia y El Alto. Fejuve se creó en 1979 después de que una reunión de masa de consejos de barrio decidiera crear una alianza. Desde entonces, Fejuve ha crecido para ser en par con el gobierno de la ciudad.

## Gobierno
Cada consejo tiene alrededor 200 miembros que se encontran una vez al mes y hacen decisiones a través de discusión y consenso. Dirigentes de partidos políticos, mercaderes, especuladores inmobiliarios, y personas que colaboraban con la dictadura no pueden ser delegados entre consejos. Los consejos han tenido éxito en bloquear el plan del gobierno boliviano para privatizar agua y reservas de gas natural, introducir impuestos nuevos y crear la primera universidad pública de la ciudad.

## Economía
La economía de Fejuve se parece a sindicalismo y mutualismo en que hay un grado alto de autogestión obrera y propiedad común a pesar de su operación en una economía de mercado muy localizada. Los consejos también son capaces de recaudar recursos juntos para construir parques, escuelas, clínicas, viviendas, cooperativas e conexiones de agua potable, aguas residuales y servicios de basura y cables eléctricos para llenar el agujero que los sectores estatal y privado han dejado.

## Orden público
En respuesta a la violencia y corrupción de la policía estatal de Bolivia, Fejuve ha creado su propio sistema de justicia. Los consejos actúan como mediadores de disputas menores entre vecinos y practican un grado de justicia restaurativa basada a aduanas tradicionales de los aimaras. Las comunidades también forman grupos colectivos de autodefensa, los cuales se sabe que ejecutan ladrones, violadores y asesinos y colgan muñecas en los exteriores de las casas de víctimas para advertir a cualesquier atacantes futuros.